# Schroederstollen

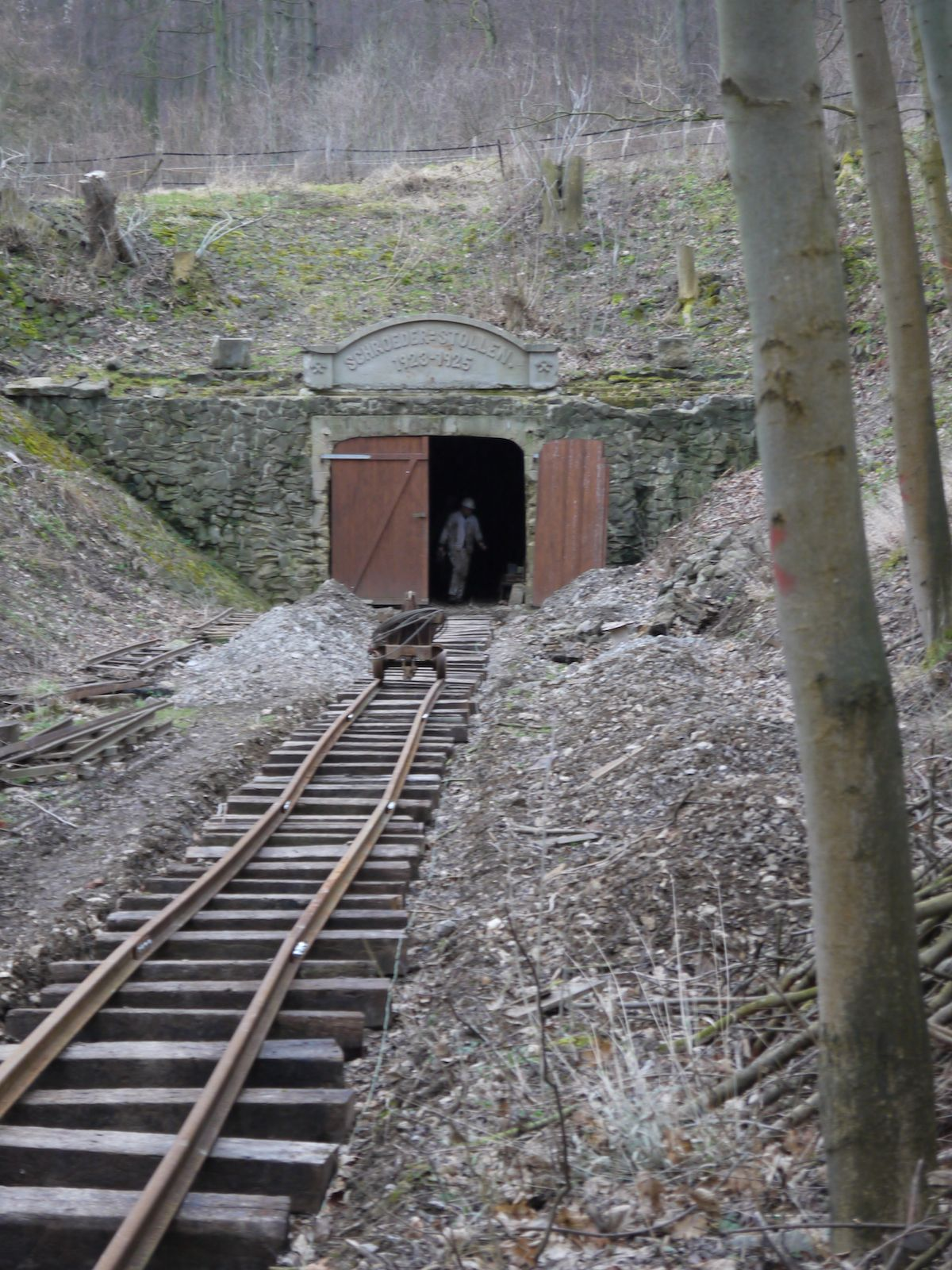
Mundloch des Schroederstollens, 2011

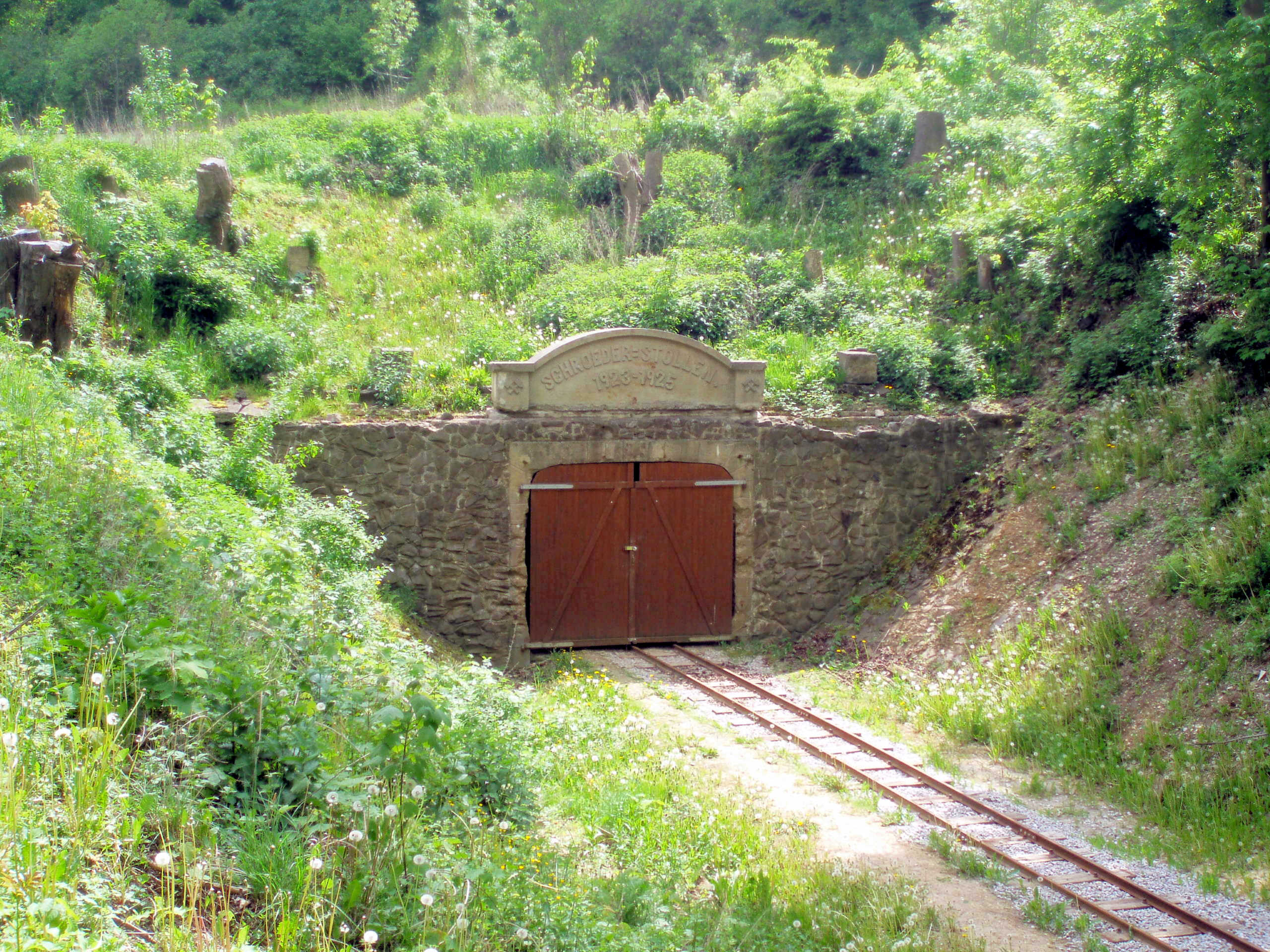
Mundloch, Zustand 2012

Beim Schroederstollen handelt es sich um einen ehemaligen Bergwerksstollen am südlichen Salzgitter-Höhenzug bei Liebenburg im Landkreis Goslar in Niedersachsen. Das Mundloch befindet sich am Grotenberge in der Nähe der Ortschaft Klein Döhren. Seit 2006 arbeitet eine Gruppe Bergbauinteressierter an der Wiederherstellung der Anlage und der Einrichtung eines Museums.

## Geschichte und Technik
Die Auffahrung des Schroederstollens wurde von der Ilseder Hütte im Jahr 1922 begonnen. Die Ilseder Hütte betrieb bei Dörnten die Eisenerzgrube Georg-Friedrich. 
Der Stollen sollte drei Aufgaben erfüllen:
- Die Verkürzung des bisherigen Erztransportweges vom Bergwerk zur Erzverladestelle an der Grube Hannoversche Treue in Salzgitter-Calbecht,
- den natürlichen Abfluss des Grubenwassers auf dem Stollenniveau 170 m ü. NN und
- die Untersuchung der Lagerstätten im Umfeld der Grubenfelder der Ilseder Hütte.

Ab 1924 wurde die zum Stollen zugehörige Schmalspurtrasse durch die Waldungen des Liebenburger Staatsforstes zwischen westlich gelegenen Straute, Südholz, Hasenspring sowie östlich gelegenen Lewerberg und Kassebusch gebaut. Am 10. März 1925 erfolgte der Durchschlag des Schroederstollens mit der -60-Meter-Sohle des Bergwerks Georg-Friedrich. Er wurde nach dem damaligen Landesgeologen Dr. Henry Schroeder benannt. Der Stollen war insgesamt 2206 Meter lang bei einer Breite von 3,4 Metern und einer Höhe von 2,5 Metern. Das Gefälle in Richtung Mundloch betrug 1 zu 1000. 
Auf der Stollensohle wurden Gleise mit einer Spurweite von 780 mm verlegt. Der Bahnbau wurde im Dezember 1925 fertiggestellt. 100 Meter nach dem Stollenmundloch befand sich ein Übergabebahnhof mit insgesamt fünf Gleisen zum Rangieren und einigen kleineren Betriebsgebäuden. Bis hierher fuhren die Stollenloks und übergaben die Waggons dann an die Streckenloks. Im Stollen wurden die alten Loks der ehemaligen Bahn zum Bahnhof Dörnten genutzt, jedoch musste der Führerstand tiefergelegt werden. Auf der insgesamt 14,7 km langen übertägigen Strecke kamen ab 1934 Oberleitungsloks der Firma Siemens mit 40 Tonnen Dienstgewicht zum Einsatz, vorher waren Dampflokomotiven vorhanden. Diese zogen die mit vier Tonnen Eisenerz beladenen sogenannten Berliner an Liebenburg vorbei und durch Salzgitter-Bad. In Calbecht wurde das Erz in 65 Tonnen fassende Eisenbahnwaggons (Selbstentlader) umgeladen. Bereits 1929 war der alte Verladebahnhof in Dörnten aufgegeben und die nicht mehr benötigte Strecke dorthin abgebrochen worden.
Vom Schroederstollen aus wurde 1938 eine 720 Meter lange Untersuchungsstrecke bis an die Markscheide der benachbarten Grube Morgenstern der Vereinigten Stahlwerke aufgefahren, um die dort liegenden Feldesteile zu untersuchen.
Nach Gründung der Reichswerke Hermann Göring wurden die Grundstücke der Ilseder Hütte im Bereich der Grube Hannoversche Treue enteignet. Deshalb musste 1940 eine neue Erzumladestation bei Salzgitter-Voßpaß gebaut werden. 
Bereits 1965 sollte die mittlerweile veraltete und reparaturbedürftige Erzbahn durch LKW-Transporte ersetzt werden. Wegen der schlechten Wirtschaftssituation des deutschen Eisenerzbergbaus wurden die Investitionen dafür jedoch zurückgestellt.
Nach Stilllegung der Grube Georg-Friedrich 1968 wurde der Schroederstollen überflüssig. Der Schroederstollen war für Geologen besonders interessant, da er den gesamten Salzgitter-Höhenzug mit seinen Gesteinsschichten einmal komplett von Norden nach Süden aufgeschlossen hatte. So befürwortete der Werksgeologe der Salzgitter Erzbergbau und Heimatforscher Heinz Kolbe die Offenhaltung des Stollens. Das lehnte die Ilseder Hütte aufgrund der hohen Kosten ab. In den Stollen wurde 1970 ein Staudamm zur Betriebswassergewinnung für eine Tierkörperverwertungsanlage eingezogen, die die Betriebsgebäude des Bergwerks in Dörnten übernommen hatte. Das Mundloch wurde anschließend zugeschüttet und die Gleisanlagen abgebrochen.

## Heutiger Zustand
Seit 2006 ist das ursprüngliche Mundloch wiederhergestellt und die ersten Stollenmeter aufgewältigt. Vor dem Mundloch wird zu Anschauungszwecken ein Teil der Schmalspurbahn wiederhergestellt, aus technischen Gründen aber in einer geänderten Spurweite von 600 mm.
Die ehemalige Bahntrasse wird heute zu großen Teilen als Wanderweg genutzt (Wanderweg Nr. 5 Liebenburg–Salzgitter-Bad). Die Gebäude der Erzumladestation in Voßpaß verfielen nach der Stilllegung und wurden 2013/14 abgerissen.